# Atem
Atem is het vierde studioalbum van Tangerine Dream. In de samenstelling Froese, Franke, Baumann komt de toekomstige stijl van TD langzaam bovendrijven. Langere stukken, die (destijds) een elpeekant in beslag nemen. Froese had net een mellotron gekocht en die speelt dan ook een voorname rol op het album. Het drumstel van Franke daarentegen verdween steeds meer naar de achtergrond en hij zou het uiteindelijk ook in die jaren verkopen.
Het album betekende het einde van de samenwerking van TD met het platenlabel Ohr. De baas van Ohr wilde het album uitgeven op een sublabel Kosmische Musik, maar TD wilde niet dat zijn muziek in een bepaald hokje geduwd werd. Het verscheen daarom gewoon weer op Ohr. Toen DJ John Peel het album hoorde en op de radio speelde en Ohr alleen in Duitsland distribueerde, was de platenwinkel Virgin in Londen, voorloper van Virgin Records er snel bij om het album via import te verkopen. In korte tijd ging het 15.000 keer de toonbank over. Echter de baas van Ohr had bij die exemplaren wel het label Kosmische Muzik erop geplakt. Froese was woedend en verbrak de contacten. Dat had tot gevolg dat het album Green desert op de plank bleef liggen en laat dat nou net het album zijn dat de definitieve stijlwisseling naar de muziekstijl van Phaedra voor het eerst weergaf. Green desert zou pas veel later in 1986 verschijnen.
Atem (Nederlands: adem) is opgenomen in de Dieter Dierks Studio in Keulen. De klank is meer richting Alpha Centauri na het ijzige Zeit, waar de muziek traag/stilstaand was als een gletsjer. Om de titel te onderstrepen begint het album en track Atem met luchtbeweging, waarna Frankes drummen het overneemt.
Sommige compact disc-versies van dit album bevatten een of twee delen van Ultima Thule en/of Lady Greengrass.

## Musici
- Edgar Froese – mellotron, orgel, gitaar, stem
- Christopher Franke – VCS3, slagwerk, percussie, orgel, stem
- Peter Baumann – orgel, piano, VCS3

## Muziek
| Nr. | Titel                          | Duur  |
| --- | ------------------------------ | ----- |
| 1.  | Atem (Froese, Franke, Baumann) | 20:27 |

| Nr. | Titel                                           | Duur  |
| --- | ----------------------------------------------- | ----- |
| 1.  | Fauni-Gena (Froese, Franke, Baumann)            | 10:47 |
| 2.  | Circulation of events (Froese, Franke, Baumann) | 5:52  |
| 3.  | Wahn (Froese, Franke, Baumann)                  | 4:29  |

Wahn (Nederlands waanzin) bleef een unicum binnen het oeuvre van Tangerine Dream. Het begint met tekstloos geschreeuw met galm op een moment ondersteund door drums met galm. Het geschreeuw gaat over in paniek, angst en pijn. De mellotronklanken nemen het nummer langzaam over, waarna het nummer tot rust komt. 
Nebulous Dawn bevat opnamen uit The Pink Years: 
CD1= Electronic meditation / Alpha Centauri ·
CD2= Zeit ·
CD3= Ultima Thule / Atem